# الفلورين النمساوي المجري
الغولدن النمساوي المجري (بالألمانية)، والمعروف أيضًا باسم الفلورين ( بالألمانية والكرواتية )، والفورنت ( بالمجرية ؛ الكرواتية: forinta) أو الزلوتي ( البولندية: złoty reński؛ التشيكية: zlatý; الأوكرانية: золотий ринський)، كانت العملة المستخدمة في أراضي بيت هابسبورغ بين عامي 1754 و1892 (المعروفة باسم الإمبراطورية النمساوية من عام 1804 إلى عام 1867 والملكية النمساوية المجرية بعد عام 1867)، عندما اُستُبدِلَت بالكرونة النمساوية المجرية كجزء من إدخال معيار الذهب. في النمسا، قُسِّمَ الغولدن في البداية إلى 60 كروزر (الألمانية؛ المجرية: krajczár الكرواتية: krajcar؛ التشيكية: krejcar البولندية: krajcar الأوكرانية: ґрайцар). حُوِّلَت العملة إلى النظام العشري في عام 1857، باستخدام نفس الأسماء للوحدة والوحدة الفرعية.

## اسم
اُستُخدِمَ اسم غولدن على الأوراق النقدية النمساوية الصادرة قبل عام 1867 وعلى الجانب الألماني من الأوراق النقدية الصادرة بعد عام 1867. في جنوب ألمانيا، كانت كلمة "غولدن" هي الكلمة القياسية لوحدة العملة الرئيسية. بعد عام 1867، استخدمت العملات النمساوية اسم فلورين. "فلورين" مشتق من اسم مدينة فلورنسا في إيطاليا حيث سُكَّت الفلورينات الأولى، من عام 1252 إلى عام 1533.

## تاريخ
ظهرت الغولدن لأول مرة كعملة مشتركة للإمبراطورية الرومانية المقدسة بعد Reichsmünzordnung عام 1524 في شكل غولدن غروشن .   في القرون التالية، عُرِّفَ الغولدن على أنه جزء من تالر إمبراطوري عملة معدنية أو فضية.
اعتبارًا من عام 1690، كان الغولدن المستخدم في جنوب ألمانيا وملكية هابسبورغ ملتزمًا بمعيار لايبزيغ، مع قيمة الغولدن 1⁄18 من علامة كولونيا من الفضة النقية أو 1⁄2 تالر إمبراطوري عملة معدنية، أو 12.992 غرام لكل غولدن. فيما يلي تاريخ (من حيث جرامات الفضة) لمعايير الغولدن النمساوية المجرية من عام 1690 حتى تقديم معيار الذهب في عام 1892.   يتضمن هذا أيضًا مقارنة مع الغولدن الألمانية الجنوبية ذات القيمة الأقل. عُثِرَ على مسار قيمة الغولدن قبل عام 1618 تحت التالر الإمبراطوري.
| مقياس                                                               | غولدن جنوبي ألماني                                                  | معدن                                                                | غولدن نمساوي | معدن | الوحدة الجزئية (النمسا)        | عملات مختارة عملات أخرى (النمسا)                                         |
| ------------------------------------------------------------------- | ------------------------------------------------------------------- | ------------------------------------------------------------------- | ------------ | ---- | ------------------------------ | ------------------------------------------------------------------------ |
| 1690: تالر إمبراطوري =2 فلورين                                      | 12.992غرام                                                          | فضة                                                                 | 12.992غرام   | فضة  |                                |                                                                          |
| 1741: ذهب كارولين = 9 فلورين                                        | 0.68غرام                                                            | ذهب                                                                 | 0.83غرام     | ذهب  |                                |                                                                          |
| 1753: تالر إتفاقية = 2 فلورين                                       | 9.744غرام                                                           | فضة                                                                 | 11.693غرام   | فضة  | 60 كروزر                       | بفنغ (4 بفنغ= 1 كروزر) جروشن (= 3 كروزر) دوكات (ذهب, =4.5 غولدن في 1856) |
| 1857: فيرنز تالر = 1.5فلورين.                                       | 9.524غرام                                                           | فضة                                                                 | 11.111غرام   | فضة  | 100 (نيو-)كروزر                | كرونة (ذهب, = 13.8 غولدن في 1858)                                        |
| 1892: قدَّمت النمسا الكرونة (1 غولدن= 2 كرونين, ذهب–معيار الفضة 18.2) | 1892: قدَّمت النمسا الكرونة (1 غولدن= 2 كرونين, ذهب–معيار الفضة 18.2) | 1892: قدَّمت النمسا الكرونة (1 غولدن= 2 كرونين, ذهب–معيار الفضة 18.2) | 100⁄328 غرام | ذهب  | 100 هلر (ألماني)/ فلر (هنغاري) |                                                                          |

انحرف الغولدن عن معيار لايبزيج في ثلاثينيات القرن الثامن عشر عندما انخفضت نسبة سعر الذهب إلى الفضة من 15 إلى 14.5، مما دفع العديد من الولايات إلى إعادة إصدار الغولدن بالذهب الأرخص. ثم انفصلت الغولدن النمساوية المجرية عن نظيرتها الألمانية الجنوبية بعد أن بلغت قيمة الغولدن كارولين 7.51 غرام من الذهب الخالص بسعر 9 غولدن نمساوي، مقابل 11 غولدن في جنوب ألمانيا. وهذا يجعل قيمة الغولدن النمساوي 7.51 ÷ 9 = 0.834 غرام من الذهب الخالص، أو 0.834 × 14.5 = 12.1 غرام من الفضة النقية.
وبما أن النمسا كانت الدولة الرائدة في الإمبراطورية الرومانية المقدسة، فقد بدأت اتفاقية العملة في عام 1754 والتي نصت على أن ثالر الاتفاقية حل محل عملة الرايخ تالر باعتبارها العملة القياسية للإمبراطورية الرومانية المقدسة. عُرِّفَ الغولدن على أنه نصف ثالر الاتفاقية، أي ما يعادل 1⁄20 من مارك كولونيا الفضية، أو 11.6928 غرام. حُدِّدَ سعر الغولدن في جنوب ألمانيا عند 24 غولدنًا لكل مارك كولونيا من الفضة، أو 2.4 غولدن لكل تالر الإتفاقية، أو 9.744 غرام. عُرِّفَت وحدة العملة الألمانية الشمالية التالر الإمبراطوري على أنها 11⁄2 غولدن أو 3⁄4 تالر الإتفاقية، أو 17.5392 غرام. بعد انهيار الإمبراطورية الرومانية المقدسة عام ١٨٠٦، أصبح الغولدن هو الوحدة القياسية للحساب في أراضي هابسبورغ، وظل كذلك حتى عام ١٨٩٢. قُسِّمَ الغولدن إلى 60 كروزر، كل منها 4 بفنغ أو 8 هلر.
في عام 1857، قُدِّمَ فيرنز تالر في جميع أنحاء الاتحاد الألماني والنمسا والمجر، مع محتوى فضي يبلغ 162⁄3 جرام. كان هذا أقل قليلا من11⁄2 مرة محتوى الفضة في الغولدن. ونتيجة لذلك، اعتمدت النمسا والمجر معيارًا جديدًا للغولدن، يحتوي على ثلثي كمية الفضة الموجودة في فيرنز تالر، أو111⁄9 غرام. أدى ذلك إلى غش بالعملات العملة بنسبة 4.97%. كما قامت النمسا والمجر بالتحول إلى النظام العشري في نفس الوقت، مما أدى إلى ظهور نظام عملة جديد يتكون من 100 كروزر = 1 غولدن و11⁄2 غولدن = 1 فيرنز تالر. 
في عام 1892 اُستُبدل الغولدن النمساوي المجري بالكرونة ، حيث تحتوي كل كرونة على 100⁄328 غرام من الذهب، بمعدل 1 غولدن = 2 كرونة (نسبة الذهب إلى الفضة 18.2).
في عام 1946، أُعيد تقديم الفورنت المجري ( magyar forint ) وظل العملة الرسمية في المجر.

## عملات معدنية

### النمسا
صدرت العملات النحاسية في البداية بفئات 1 هلر (1⁄8 كروزر) حتى 1 كروزر، مع عملات فضية في فئات من 3 كروزر حتى 1 تالر إتفاقية. أدت الحروب التركية والنابليونية إلى ظهور إصدارات رمزية في مختلف الفئات. وشملت هذه العملات عملة بقيمة 12 كروزر والتي كانت تحتوي فقط على 6 كروزر من الفضة ثم ضُرِبَت لاحقًا لإنتاج عملة بقيمة 7 كروزر. في عام 1807، أُصدِرَت عملات نحاسية من فئة 15 و 30 كروزر من قبل بنك مدينة فيينا. وكانت هذه الإصدارات مرتبطة من حيث القيمة بالعملة الورقية للبنك (انظر أدناه). عادت العملة إلى حالتها قبل الحرب بعد عام 1814.
عندما حُوِّلَ الغولدن إلى نظام العشرة في عام 1857، أُصدِرًت عملات معدنية جديدة بفئات 1⁄2 (مكتوب فعليًا 5⁄10 )، و1 و4 كروزر من النحاس، مع عملات فضية بقيمة 5، و10، و20 كروزر، و1⁄4، و1، و2 غولدن، و1، و2 فيرنز تالر وعملات ذهبية بقيمة 4 و8 غولدن (أو 10 و20 فرنكًا). توقفت إصدارات فيرنز تالر في عام 1867.

### هنغاريا
بعد إدخال الفورنت، أصدرت المجر عددًا قليلًا نسبيًا من العملات المعدنية مقارنة بالنمسا، لكن مملكة المجر بدأت في سك عملات الفورنت الذهبية الخاصة بها في عام 1329.  كانت العملة النحاسية الوحيدة عبارة عن بولتورا بقيمة11⁄2 كراجشار، بينما كانت هناك 3، و5، و10، و20، و30 كراجشار فضية و 1⁄2 و 1 تالر إتفاقية. توقفت جميع الإصدارات في عام 1794 ولم تستأنف حتى عام 1830، عندما أُصدرت عملات فضية بقيمة 20 كراجشار وما فوق. ولم يبدأ إصدار العملات المعدنية بالكامل في المجر إلا في عام 1868، بعد التوصل إلى تسوية بين النمسا والمجر عام 1867. كانت الطوائف أقل من تلك الموجودة في النمسا، مع النحاس 1⁄2، و1، و 4 كراجشار، والفضة 10 و 20 كراجشار و 1 فورنت، والذهب 4 و 8 فورنت.

## النقود الورقية
بين عامي 1759 و1811، أصدر بنك مدينة فيينا عملة ورقية مقومة بالغولدن. ومع ذلك، لم تكن الأوراق النقدية مرتبطة بالعملة المعدنية، وكانت قيمتها متغيرة بالنسبة لبعضها البعض. على الرغم من أن الأوراق النقدية كانت تتمتع بميزة طفيفة على العملات المعدنية في البداية، إلا أن الأوراق النقدية انخفضت في قيمتها مقابل العملات المعدنية في السنوات اللاحقة حتى تثبتت قيمتها في عام 1811 عند خمس قيمتها الاسمية في العملات المعدنية. في ذلك العام، بدأت هيئة الاسترداد والسداد المتحدة المتميزة ("هيئة الاسترداد والسداد المتحدة المتميزة") في إصدار نقود ورقية بقيمة مساوية للعملة المعدنية، وتبعها "البنك الوطني النمساوي للأوراق النقدية" في عام 1816 و"البنك الوطني النمساوي المتميز" بين عامي 1825 و1863. في عام 1858، أُصدِرَت أوراق نقدية جديدة تحمل اسم "العملة النمساوية" بدلاً من "العملة التقليدية".
منذ عام 1866، أصدر KK Staats Central Casse ("أمين الصندوق المركزي الإمبراطوري والملكي للدولة") الأوراق النقدية، وتبعه في عام 1881 KK Reichs Central Casse الذي أصدر آخر الأوراق النقدية من فئة غولدن، والتي يرجع تاريخها إلى عام 1888.
كانت الأوراق النقدية التي أصدرها البنك النمساوي المجري ‏ بعد التسوية النمساوية المجرية عام 1867 تتمتع بقيمة مضمونة بالذهب كما هو منصوص عليه في قانون البنوك. وكانت الأوراق النقدية الصادرة عن الدولة تصدر عن الخزانة ولم يكن لها مثل هذا الغطاء.

## روابط خارجية
Geldschein.at - معرض صور لأوراق النقد النمساوية من فئة الغولدن